# Korek József
Korek József (Szeged-Nagyszéksós, 1920. február 9. – Budapest, 1992. május 29.) régész, muzeológus.

## Élete
Szülei Korek Péter és Bovatsek Johanna falusi tanítók voltak. Felesége dr. Szőnyi Ilona magyar–német szakos középiskolai tanár, a Tankönyvkiadó Vállalat Nemzetiségi Szerkesztőségének német szerkesztője.
Elemi iskoláit a kancsaltói tanyai iskolában végezte. 1938-ban a szegedi Klauzál Gábor Gimnáziumban érettségizett. 1942-ben a szegedi Horthy Miklós Tudományegyetemen történelem–földrajz szakos középiskolai tanári oklevelet, majd 1943-ban bölcsészdoktori oklevelet szerzett. 1973-tól a történelem (régészet) tudományok kandidátusa, majd 1986-tól doktora.
A szegedi Horthy Miklós Tudományegyetem Régiségtudományi Intézete, illetve Régészeti Intézete gyakornoka, egyetemi tanársegéde, majd 1942-től a Közgyűjtemények Országos Felügyelősége munkatársaként a Szegedi Városi Múzeum Régészeti Gyűjteményének rendezője és gondozója. A második világháborúban frontszolgálatot teljesített, 1944-1946 között amerikai hadifogságban volt.
Előbb a hódmezővásárhelyi múzeum munkatársa, majd 1948-1953 között a Magyar Nemzeti Múzeum Régészeti Osztályának múzeumi segédőre és őre lett. 1953-1957 között a Népművelési Minisztérium, illetve Művelődésügyi Minisztérium Múzeumi Főosztályának osztályvezetője volt. 1957-1961 között a MNM Adattárának osztályvezetője, 1961-1990 között pedig a MNM főigazgató-helyettese, majd haláláig nyugdíjas tudományos tanácsadója. 1967-1987 között a régészet és numizmatika vezető szakfelügyelője, illetve 1960-1978 között az Eötvös Loránd Tudományegyetem Régészeti Tanszékének előadója, 1978-1992 között címzetes egyetemi docense.
1961–1976 között az MTA Régészeti Bizottságának, 1957-1983 között a Múzeumi Kabinet, majd az Országos Múzeumi Tanács elnöke, 1965-től a Régészeti és Művészettörténeti Társaság választmányi tagja. A Múzeumi Közlemények szerkesztője, illetve 1975-ig a Népművelés szerkesztőbizottságának tagja. Vezető szerepet játszott az 1963. évi múzeumi törvény (és 1975. évi módosításai) szakmai kidolgozásában és megalkotásában, az új múzeumi ügyrend és a múzeumi szakfelügyeleti rendszer megalkotásában.
Feltárásokat vezetett – többek között – 1950-ben Tápé-Lebőn, 1959-ben Zalaszentgróton, 1960-ban és 1963-ban Dévaványán, 1963-1965 között Kisköre-Gáton, 1969-ben Aggteleken, 1973-ban Sonkádon.
A Farkasréti temetőben nyugszik.

## Elismerései és emlékezete
- 2002-től sírja a Nemzeti Emlékhely és Kegyeleti Bizottság által védetté nyilvánítva
- 1944 Kuzsinszky Bálint-emlékérem
- 1956 Szocialista Munkáért Érdemérem
- 1966 Munka Érdemérem (ezüst)
- 1969 Szakszervezeti Munkáért Aranyérem
- 1972 Móra Ferenc-emlékérem
- 1974 Munka Érdemérem (arany)
- 1976 Szocialista Kultúráért Érdemérem
- 1981 Rómer Flóris-emlékérem
- 1989 Széchényi Ferenc-emlékérem

## Művei
- 1962 Kupferzeit. Grabfunde der Péceler Kultur aus der Donau-Theiß-Gegend, Transdanubien und Nordungarn. Inventaria archaeologica. Bonn. (tsz. Kalicz Nándor, Soproni Sándor)
- 1976 Gyűjtemények, múzeumok, múzeológia. Budapest.
- 1987 The Grave of an Artisan in the Copper Age Cemetery at Budakalász.
- 1988 A muzeológia alapjai. Budapest.

A magyarországi újkőkor és rézkor kutatásával, valamint múzeumtörténettel foglalkozott. Új eredményeket ért el az alföldi vonaldíszes kerámia, a neolitikus tiszai, a bükki, illetve a badeni kultúra vizsgálata terén. Elkészítette a baden–péceli korszak új felosztását és a budakalászi temető monográfiáját. Megírta a Magyar Nemzeti Múzeum történetét, illetve a MNM megalakulása előtti magyarországi muzeológia kezdeteit. Összeállította a muzeológia szak első egyetemi jegyzeteit és segédkönyveit.